# Alain Rochat
Alain Rochat (Saint-Jean-sur-Richelieu, Quebec, Canadá, 1 de febrero de 1983) es un futbolista suizo y nacido canadiense. Juega de defensa y su equipo actual es BSC Young Boys.

## Selección nacional
Ha sido internacional con la selección de fútbol de Suiza y ha jugado un partido internacional.

## Clubes

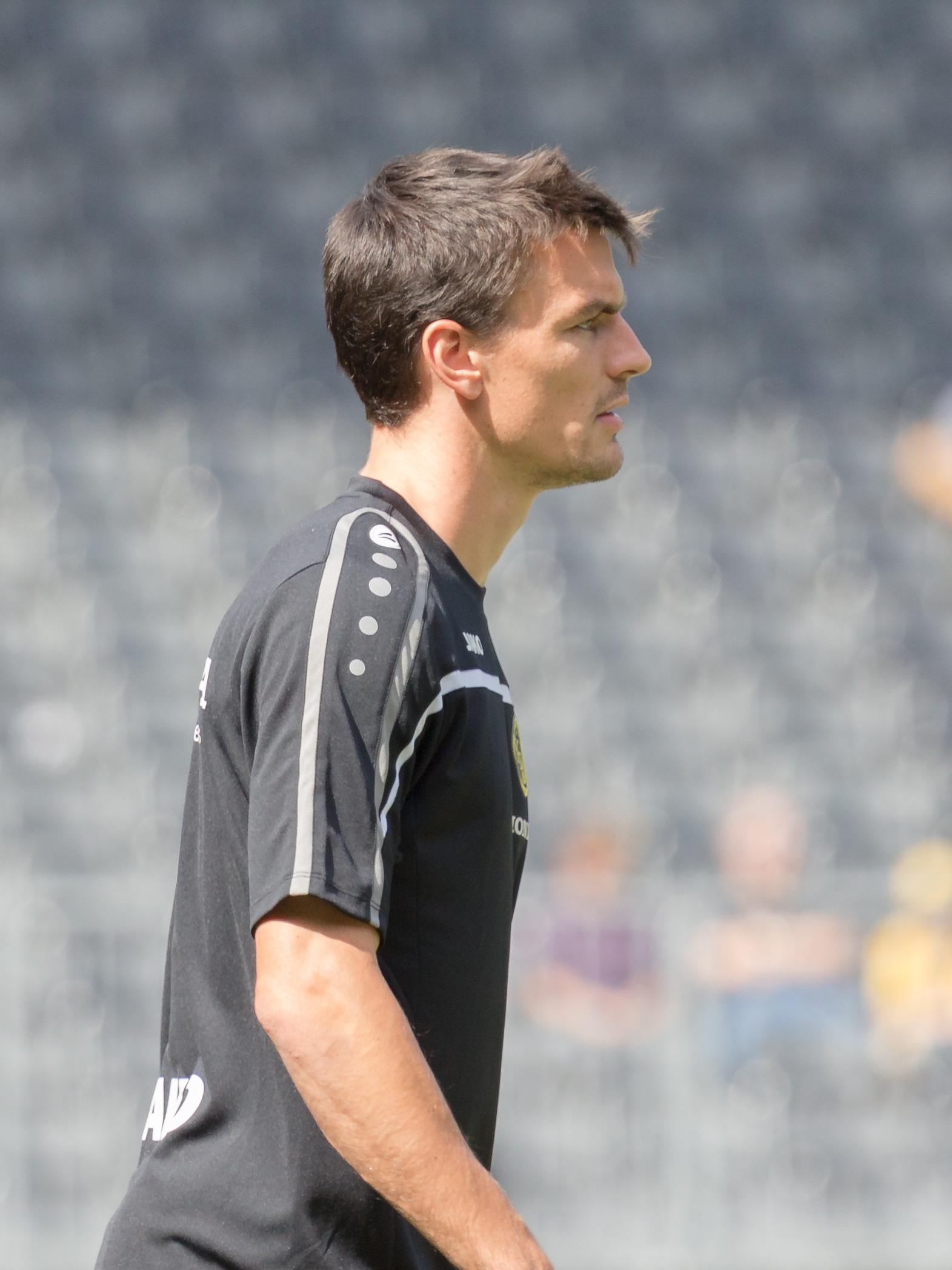
Rochat (2014)

| Club                | País           | Año       |
| ------------------- | -------------- | --------- |
| Yverdon Sport FC    | Suiza          | 1999-2002 |
| BSC Young Boys      | Suiza          | 2002-2005 |
| Stade Rennes        | Francia        | 2005-2006 |
| FC Zürich           | Suiza          | 2006-2011 |
| Vancouver Whitecaps | Canadá         | 2011-2013 |
| D.C. United         | Estados Unidos | 2013      |
| BSC Young Boys      | Suiza          | 2013-     |

- Datos: Q675051
- Multimedia: Alain Rochat / Q675051